# Kerner
Kerner - biała odmiana winogron, wyhodowana w 1929 przez Augusta Herolda w instytucie w Weinsberg przez skrzyżowanie odmiany trollinger (schiava grossa) o ciemnej skórce i białego rieslinga. Nazwę nadano na cześć XIX-wiecznego lekarza, poety i miłośnika wina, Justinusa Kernera. Pochodzenie od odmian rodzicielskich zostało potwierdzone w 1998 przez badania DNA.

## Charakterystyka
W porównaniu z rieslingiem kerner jest nieco mniej wymagający i bardziej plenny. Późno wypuszcza pąki, przez co uprawa w chłodniejszym klimacie jest mniej ryzykowna. Dojrzewa średniopóźno albo późno. Grona osiągają wysoki poziom cukru i lepszą kwasowość niż inny popularny mieszaniec, müller-thurgau.

## Wina
Wina są porównywane do rieslingów i często są oferowane jako jednoodmianowe. Ustępuje ze względu na możliwe posmaki szlachetnością rieslingowi za cenę niższych wymagań. Wyróżnia się delikatnym smakiem. Jest jedną z dopuszczonych do produkcji popularnego wina liebfrauenmilch.

## Rozpowszechnienie
W 2012 kerner był szóstą pod względem rozpowszechnienia odmianą winorośli w Niemczech. Były nią obsadzone wtedy winnice na obszarze 3131 ha (3,1%). Szczep traci na popularności: w 1995 był uprawiany na 4145 ha więcej. Do 1969 roku kerner nie był oficjalnie zatwierdzoną odmianą. 
Kerner w innych krajach jest uprawiany na znacznie mniejszą skalę: w północnych Włoszech - apelacja Alto Adige DOC obejmuje jednoszczepową podapelację dla wina z odmiany kerner, jednak uprawy w kraju zamykają się w 25 ha. W Szwajcarii i Wielkiej Brytanii odmiana wykształca bardziej wyrazisty aromat niż w ojczyźnie. Uprawy w tych krajach nie przekraczają kilkunastu hektarów. W Czechach (okolice Pragi) szczepem są obsadzone trudniejsze klimatycznie winnice. Kerner jest wymieniany wśród odmian lepiej radzących sobie z klimatem Belgii. Inne państwa, w których uprawia się szczep to Kanada (Kolumbia Brytyjska), Południowa Afryka, Stany Zjednoczone (Kalifornia) i Japonia.